# Stazione di Cansano
La stazione di Cansano è una fermata ferroviaria della ferrovia Sulmona-Isernia a servizio dell'omonimo comune.

## Storia
La stazione di Cansano entrò in servizio il 18 settembre 1892, come capolinea provvisorio del tronco ferroviario da Sulmona; nel 1897 venne attivato il prolungamento in direzione di Isernia. Conserva ancora la rimessa ad un solo binario in cui terminava il binario prima del completamento del tronco fino ad Isernia. Nel periodo tra il 1892 e 1897 da qui partiva una ferrovia di cantiere a scartamento ordinario con alcuni tratti a cremagliera che giungeva fino a Roccaraso. Questa ferrovia aveva un percorso differente da quello contemporaneo: per un breve tratto era attiguo alla linea contemporanea, per poi distaccarsi da essa nei pressi della galleria "Girone". Da qui con un tratto a cremagliera tagliava l'ansa di Campo di Giove per poi affiancarsi alla linea contemporanea nei pressi del km 33. Questa linea provvisoria aveva lo scopo di portare materiale al Quarto Santa Chiara dove erano presenti notevoli difficoltà da superare: la costruzione delle gallerie artificiali paravalanghe, il clima inclemente che permetteva poche settimane di lavoro all'anno e soprattutto lo scavo della galleria "Maiella", lunga galleria di valico. Nel luglio 1990 la stazione di Cansano venne declassata al rango di fermata impresenziata, previa rimozione del binario di precedenza; venne infine soppressa nel dicembre 2002. La stazione è stata riattivata il 16 luglio 2017 da Rete Ferroviaria Italiana.

## Strutture e impianti
La stazione è gestita da Rete Ferroviaria Italiana. L'impianto dispone di un fabbricato viaggiatori sviluppato su due livelli, con all'interno, al piano terra, la biglietteria e la sala d'attesa, mentre il piano superiore, dopo essere stato abitazione privata, dal 2002 è gestito dall'ente parco nazionale della Maiella, così come lo sono anche gli altri fabbricati minori adiacenti ad esso. Il piazzale era composto da tre binari: il binario 1 costituiva il binario di precedenza, il binario 2 costituiva il binario di corsa e il binario tronco serviva lo scalo merci. Il binario 1 e il binario tronco sono stati smantellati negli anni novanta a causa del declassamento al rango di fermata, lasciando presente in stazione quindi solo il binario 2.

## Movimento
A partire dalla sua soppressione, avvenuta nel 2002, non vi veniva più effettuato il servizio viaggiatori, ragion per cui lo scalo veniva solo attraversato dai treni. Il 16 luglio 2017 l'impianto è stato ripristinato da Rete Ferroviaria Italiana e viene occasionalmente servito dai treni turistici di Fondazione FS Italiane operativi lungo la linea dal 2014, nonché dai rotabili addetti ai lavori di manutenzione ordinaria.

## Servizi
La stazione dispone dei seguenti servizi:
- Biglietteria a sportello
- Sala d'attesa